# Labastide-Monréjeau
Labastide-Monréjeau è un comune francese di 535 abitanti situato nel dipartimento dei Pirenei Atlantici nella regione della Nuova Aquitania.

## Società

### Evoluzione demografica
Abitanti censiti